# Vincent Charles Henri d'Etchegoyen
Pour les articles homonymes, voir Etchegoyen.
Vincent Charles Henri d'Etchegoyen est un homme politique français né le 3 février 1818 à Paris et décédé le 5 février 1885 à Richmond (Royaume-Uni).

## Famille
Vincent Charles Henri d'Etchegoyen, issu d'une famille basque du Labourd, était le fils de Jean-Louis Bernard d'Etchegoyen (1762-1841), gentilhomme ordinaire de la chambre du roi, banquier à Paris, et de Marie-Caroline Gouraud de Bellevue, dont la mère Marthe Drouillard de Lamarre était remariée au comte Daniel Charles O'Connell (en) (1745-1833).
Il avait un frère ainé, Louis Charles Daniel d'Etchegoyen (1807-1835), héritier de son parrain le comte O'Connell et autorisé par ordonnance du 28 septembre 1825, à ajouter ce nom à son patronyme, qui fut créé vicomte d'Etchegoyen-O'Connell à titre personnel, par ordonnance du 27 décembre 1829. Marié à Félicité de Louvencourt, il n'eut aucune postérité. Devenue veuve, cette dernière épousa son beau-frère Philippe Isidore d'Ibarrart.
Sa demi-sœur aînée, Anne Suzanne Zoé d'Etchegoyen (1798-1825), fille de Jean Louis Bernard et de sa première épouse Marie Goyenetche, avait en effet épousé le même Philippe Isidore d'Ibarrart, député.

## Biographie
Propriétaire, Vincent Charles Henri d'Etchegoyen est élu député de Loir-et-Cher en 1850, en remplacement de François Cantagrel, déchu de son mandat pour sa participation à la journée du 13 juin 1849. Il siège au groupe d'extrême gauche de la Montagne.

## Union et descendance
En 1852 il épouse Caroline Valentine de Talleyrand-Périgord (1830-1913), fille du duc Napoléon-Louis de Talleyrand-Périgord (1811-1898) et d'Alix Anne Louise Charlotte de Montmorency (1810-1858), fille de Charles de Montmorency, 4e duc de Montmorency et d'Anne Louise Caroline Goyon de Matignon, d'où :
- Anne Jean Pierre d'Etchegoyen (1852-?)
- Valentin Jean-Baptiste d'Etchegoyen (1854-1923)
- Armand Adalbert Jean d'Etchegoyen (1856-1943)
- Henri Marie Paul d'Etchegoyen (1859-1935)

## Sources
- « Vincent Charles Henri d'Etchegoyen », dans Adolphe Robert et Gaston Cougny, Dictionnaire des parlementaires français, Edgar Bourloton, 1889-1891 [détail de l’édition]